# Belinchón
Belinchón és un municipi de la província de Conca, a la comunitat autònoma de Castella-La Manxa. Limita al nord amb Estremera (província de Madrid) i Barajas de Melo, a l'est amb Huelves, al sud amb Tarancón i a l'oest amb Fuentidueña de Tajo (també a Madrid) i Zarza de Tajo.
Hi va néixer Alonso de Bárcenas, jesuïta missioner al Perú, autor de gramàtiques i obres sobre les llengües indígenes de la zona i declarat venerable per l'Església Catòlica.

## Administració
| Període      | Nom de l'alcalde/-essa         | Partit polític | Data de possessió |
| ------------ | ------------------------------ | -------------- | ----------------- |
| 1979 - 1983  |                                |                | 19/04/1979        |
| 1983 - 1987  |                                |                | 28/05/1983        |
| 1987 - 1991  |                                |                | 30/06/1987        |
| 1991 - 1995  |                                |                | 15/06/1991        |
| 1995 - 1999  |                                |                | 17/06/1995        |
| 1999 - 2003  |                                |                | 03/07/1999        |
| 2003 - 2007  | Santiaga López Loriente Amores | PSOE           | 14/06/2003        |
| 2007 - 2011  | Santiaga López Loriente Amores | PSOE           | 16/06/2007        |
| 2011 - 2015  | n/d                            | n/d            | 11/06/2011        |
| 2015 - 2019  | n/d                            | n/d            | 13/06/2015        |
| 2019 - 2023  | n/d                            | n/d            | 15/06/2019        |
| Des del 2023 | n/d                            | n/d            | 17/06/2023        |